# Ronnie Brewer
Ronnie Brewer (Portland, Oregon, 20 de março de 1985) é um jogador profissional de basquetebol norte-americano que atualmente defende a equipe do Santa Cruz Warriors na Liga de Desenvolvimento da NBA (D-League). 